# Церковь Иоанна Богослова (Саранск)

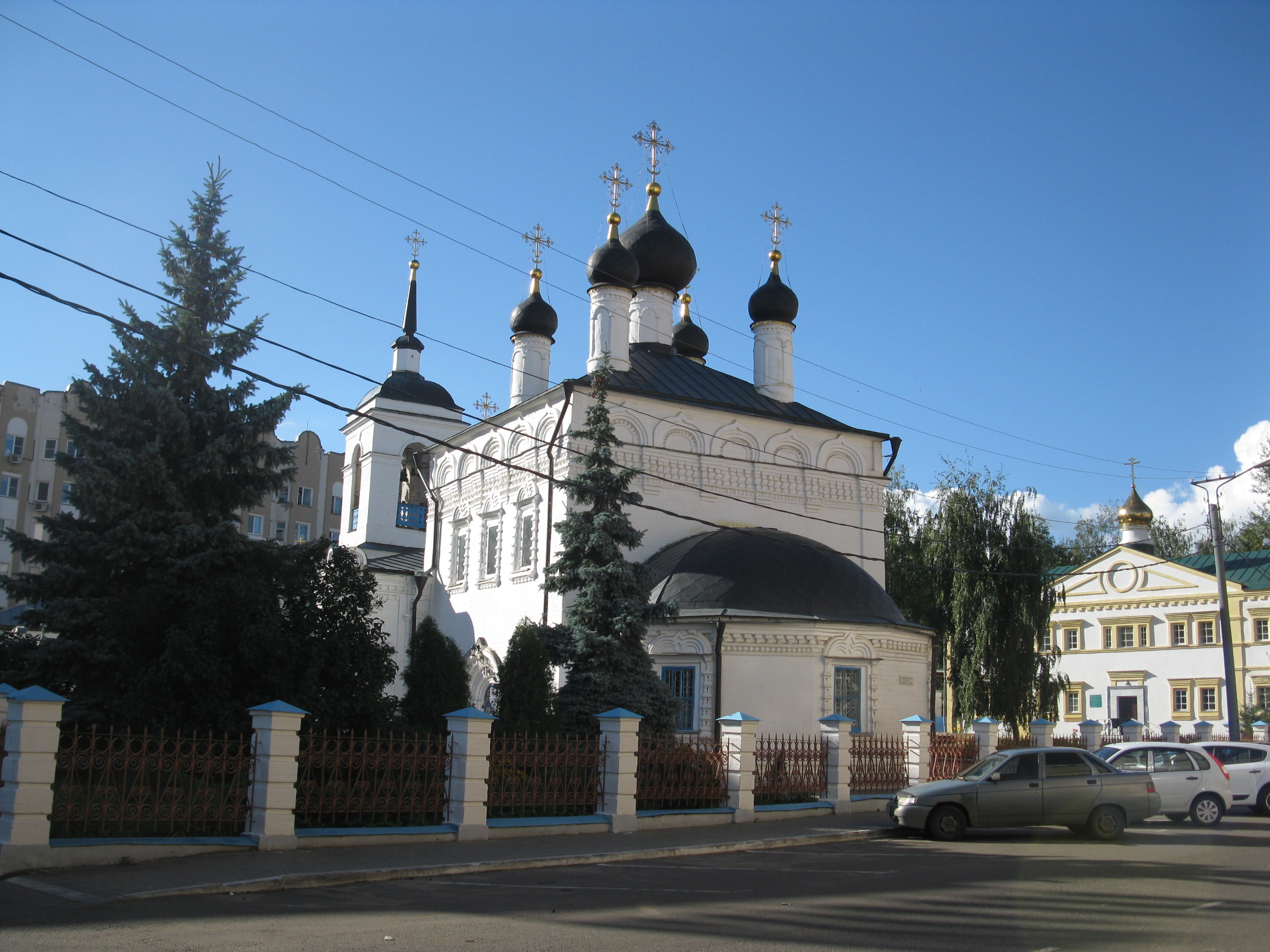
Здание церкви с востока

Церковь Иоанна Богослова (Иоанно-Богословский храм) — православный храм в центре Саранска. Самое старое сохранившееся здание города и региона. Памятник архитектуры федерального значения. Относится к Центральному благочинию Саранской епархии Русской православной церкви, с 1991 по 2006 год был кафедральным собором епархии.

## История
Церковь была построена в 1693 году в Стрелецкой слободе Саранска на месте стоявшей там ранее деревянной церкви. В XVIII веке расширялась, в результате чего у церкви появились приделы. В 1810-х годах к церкви была пристроена колокольня.
В течение короткого периода в 1930-е — 1940-е годы церковь была закрыта. В здании располагался архив НКВД. Вновь открыта в феврале 1944 года, первой в Мордовии. Долгое время оставаясь единственным действующим православным храмом Саранска. Служила вторым кафедральным собором Пензенской и Саранской епархии (первый находился в Пензе). С 1991 года церковь была назначена кафедральным собором новообразованной Саранской и Мордовской епархии, так как старый кафедральный собор, Спасский, был снесён в советское время. 6 августа 2006 года был освящён вновь построенный кафедральный собор Фёдора Ушакова.

## Архитектура
Здание церкви представляет собой куб, на котором установлены пять декоративных главок — основная и четыре меньших. Наличники окон, карниз, кокошники, перспективный портал выложены из фигурного кирпича.